# Halawar
Halawar – wieś w Armenii, w prowincji Lorri. W 2011 roku liczyła 111 mieszkańców.